# Médico de familia
Médico de familia (literalment en català Metge de família) és una sèrie de televisió espanyola dirigida per Daniel Ècija i protagonitzada per Emilio Aragón i Lydia Bosch. Produïda per Globomedia, fou emesa per primer cop a Telecinco el setembre de 1995. La sèrie fou líder de les nits dels dimarts durant quatre anys i va dur Telecinco a la moda per les sèries nacionals. S'ha emès i adaptat a Itàlia, Finlàndia, Bèlgica, Alemanya i Rússia, entre altres països.

## La sèrie
Explica el dia a dia d'un metge, el doctor Nacho Martín (Emilio Aragón), vidu amb tres fills i un nebot adolescent a càrrec seu, que ha de refer la seva vida familiar.
També hi ha la seva cunyada, interpretada per Lydia Bosch, amb qui acaba casant-se per segona vegada i tenint bessons. També hi apareixen Julio, el seu millor amic, després el seu cosí Alfonso i els companys del centre de salut.
La sèrie narra els problemes familiars, personals i professionals que li passen. Amb ell hi viu el seu pare i també hi ha l'assistenta de la casa, Juani (Luisa Martín), que marquen el ritme diari de la vida familiar.
Protagonitzada per Emilio Aragón, que s'estrenava com a actor en aquesta producció, i Lydia Bosch, es va emetre a Telecinco entre els anys 1995 i 1999.

## Repartiment
| Intèrpret             | Personatge               |
| --------------------- | ------------------------ |
| Emilio Aragón         | Nacho Martín             |
| Lydia Bosch           | Alicia Soller Moreno     |
| Pedro Peña            | Sr. Manolo Martín        |
| Luisa Martín          | Juani Ureña              |
| Isabel Aboy           | María Martín Soller      |
| Aarón Guerrero        | Chechu Martín Soller     |
| Marieta Bielsa        | Anita Martín Soller      |
| Lola Baldrich         | Gertrudis Yunquera       |
| Antonio Molero        | Hipólito Moyano          |
| Jorge Roelas          | Marcial                  |
| Ana Duato             | Irene Cerezo             |
| Luis Barbero          | Matías Poyo              |
| Francis Lorenzo       | Julio Suárez             |
| Antonio Valero        | Alfonso Martín           |
| Iván Santos           | Alberto Fernández Martín |
| Alicia Beisner        | Susi                     |
| Paula Ballesteros     | Ruth                     |
| Gemma Cuervo          | Consuelo Moreno          |
| José Ángel Egido      | Borja Pradera            |
| José Conde            | Óscar                    |
| Antonio Castro        | Luis                     |
| Mónica Aragón         | Marta Sena               |
| Paloma Catalán        | Eva                      |
| Alberto Domínguez-Sol | Ernesto                  |
| Jordi Rebellón        | Ángel                    |
| Estefanía Falcón      | Luisa                    |
| Jorge Jerónimo        | Paco                     |
| Mariola Fuentes       | Raquel                   |
| Marisa Porcel         | Paca                     |

## Curiositats

### Argument de la sèrie
- Els actors van gravar dos finals diferents en l'episodi del casament de Nacho i Alicia: un amb final feliç i un altre en què Alicia deixava a Nacho a l'altar. Finalment sí que es van casar.
- La marxa d'Irene a Almeria i de Gertru a Tanzània va ser a causa que, en tots dos casos, les actrius estaven embarassades en la vida real i havien d'estar temporalment sense aparèixer a la sèrie.
- Les infermeres es van queixar de la imatge que donava Gertru al principi de la sèrie, i els guionistes van haver de canviar la seva manera de vestir.
- Els personatges de l'avi Nicolás (Carlos Ballesteros) i Julio (Francis Lorenzo), tot i ser fixos al principi de la sèrie, van desaparèixer sense que mai més tornessin a ser esmentats.

### Actuacions estel·lars
A la sèrie van aparèixer molts famosos interpretant-se a ells mateixos:
- Cantants: Montserrat Caballé, Montserrat Martínez i Caballé, Celia Cruz, Ricky Martin, Malú i Britney Spears.
- Esportistes: Julen Guerrero.
- Presentadors: Pepe Navarro, Belinda Washington, Chapis, María Teresa Campos, Iñaki Gabilondo, Fernando Ónega, Àngels Barceló, Antonio Lobato.
- Altres: Miliki, Rita Irasema, Judit Mascó, José Coronado.

### Actors
- Luisa Martín, tot i que interpretava a una andalusa, no ho és en la realitat, sinó que fingia l'accent.
- Médico de familia va ser la primera sèrie espanyola en comptar amb un actor amb síndrome de Down, Alberto Domínguez-Sol (Ernesto) en un paper fix.
- Paula Ballesteros (Ruth) és germana de la també actriu Elena Ballesteros, amb qui va anar al càsting de Médico de familia. Elena va estar a punt de ser escollida per al paper de María, que, finalment, va ser per a Isabel Aboy.
- Jordi Rebellón (Ángel), molt conegut pel seu paper de Vilches a Hospital Central, interpretava en les últimes temporades de Médico de familia un paper semblant de metge "bord".
- Entre els actors que van participar amb papers episòdics a la sèrie durant un o més capítols destaquen: Marcial Álvarez, Carmen Arévalo, Tito Augusto, Asunción Balaguer, Alicia Borrachero, María Casal, Silvia Casanova, Paloma Cela, Fernando Chinarro, Luis Ciges, Manolo Codeso, Juanjo Cucalón, Silvia Espigado, Cesáreo Estébanez, Bernabé Fernández, Raúl Fraire, Ana Frau, Paca Gabaldón, Christian Gálvez, Ginés García Millán, Paloma Gómez, Vicente Haro, Carlos Hipólito, Antonio Hortelano, Vicky Lagos, Ramón Langa, Chete Lera, Emilio Linder, Paco Luque, Mario Martín, Álvaro Monje, Rubén Ochandiano, Guillermo Ortega, Miguel Ortiz, Blanca Portillo, Marisol Rolandi, Jesús Ruyman, Mar Saura, Janfri Topera, Antonio de la Torre, Santiago Urrialde, Maru Valdivieso, Tina Sáinz, Raquel Meroño, Mario Martín.
- Tot i que al començament de la sèrie la dona de Nacho ja era morta, l'actriu Marta Molina va interpretar aquest paper (Elena) en les escenes d'un vídeo familiar antic, que es veu en el primer episodi i, també, va posar per a les fotos del casament amb Nacho que apareixien en la primera capçalera.
- Macarena Bielsa, germana de Marieta (Anita) va aparèixer en un capítol quan era bebè, fent de la neboda de Julio.
- Luisa Martín va interpretar en un episodi a una cosina catalana de Juani, amb qui Nacho es trobava en un hotel en el casament d'un amic a Barcelona. Aquesta cosina revela que el nom complet de Juani és Juana Tomasa.
- Diversos parells de bessons van donar vida a Manu i Elena, els fills de Nacho i Alicia, durant les temporades en què van aparèixer.

### Errors de filmació
- En alguns capítols de la sèrie es poden veure contínuament les càmeres.
- També al principi Don Matías es deia Don Manuel, a la primera temporada va a la consulta de Nacho dient-se Don Manuel.
- A la segona temporada Alicia diu que té la mateixa edat que Nacho i després a la quarta temporada ella diu que és menor que ell.
- A la cinquena temporada Lucas diu que "El Rulas" es diu Vicente, i a la setena temporada María diu que està festejant amb Roberto "El Rulas".
- A la segona temporada Marcial li diu a Borja que el truca la seva dona Doña Amparo, però en les temporades posteriors Borja diu que s'està divorciant de la seva dona "Silvia", i aquesta, fins i tot, apareix en alguns capítols interpretada per Marisol Rolandi.
- En moments comptats, Alicia en els capítols s'equivoca i diu a María o a Anita "Marieta"
- Al final del tercer capítol de la cinquena temporada, apareixen parlant Nacho, Consuelo i Alicia i es poden apreciar clarament els micròfons a la paret.
- En el setè capítol de la segona temporada, Gertru anomena a "Sandra" (una pacient embarassada de Nacho) "Sonia" en lloc del seu veritable nom quan l'està atenent al part en el Ballesol. Sonia Herrero és el nom real de l'actriu que interpretava el personatge, que va aparèixer en alguns episodis.

### Decorats
- Els llocs on es desenvolupaven més escenes a la sèrie eren la casa del Martín i el Centre de salut Ballesol. La casa d'Alicia va ser habitual fins que es va casar amb Nacho. Altres llocs que van aparèixer regularment al llarg de la sèrie van ser: la casa de Gertru (que va compartir amb Irene, Óscar, Tente i Marta), la casa de Marcial (que compartia primer amb Poli i després amb Matías), l'emissora de Ràdio d'Alicia Alfa Radio i els seus altres llocs de treball (primer un diari i, posteriorment, un canal de televisió), la botiga de fotos El Carrete Veloz, la casa de Juani i Poli i la Cafeteria Alabama. També es van arribar a veure la casa de Consuelo i Nicolás, la d'Irene a la primera temporada o les escoles dels nens i es van rodar moltes escenes exteriors, sobretot quan Nacho treballa a l'UVI Mòbil. En aquesta sèrie va ser molt freqüent l'ús de la tècnica publicitaria d'emplaçament de producte, aprofitant el decorat utilitzat com a casa del Martín.
- Al contrari, les cases de Julio o Alfonso mai no es van arribar a veure.
- La casa d'Inma va aparèixer almenys en una ocasió, quan té una cita amb Julio en el capítol sisè de la tercera temporada.
- Es va rodar un episodi de la sèrie a Port Aventura i un altre a Nova York. Tots dos corresponien a viatges dels protagonistes a aquests llocs.

### Enllaços amb altres sèries
- En un episodi, Nacho li diu a Gertru que enviï un pacient a buscar un medicament a la farmàcia de Lourdes Cano. Setmanes després, Emilio Aragón va aparèixer a l'últim episodi de Farmacia de Guardia interpretant a Nacho.
- En un altre episodi, Alicia va al bar de la sèrie Más que amigos, on apareixen quasi tots els protagonistes. Més endavant, Alicia apareix en un episodi d'aquesta sèrie.
- El personatge de Clara Nadal apareix posteriorment a Periodistas. L'actriu que interpreta la seva filla Emma en aquesta sèrie, Nadia Henche, ho va fer també en un episodi de Médico de familia.
- En diverses ocasions en les últimes temporades es podia veure alguns personatges de la sèrie llegint el diari fictici Crónica Universal, la redacció del qual es desenvolupava en una altra sèrie de Telecinco, Periodistas
- Pedro Peña (Manolo) i Luis Barbero (Matías) van aparèixer en un capítol de Periodistas en desembre de 1998 interpretant els seus papers de Médico de familia.

### Coincidències dels actors en altres treballs
- Abans de Médico de Familia, Emilio Aragón (Nacho) i Lydia Bosch (Alicia) havien presentat junts El Gran Juego de la Oca d'Antena 3 la temporada 1993-1994
- Antonio Molero (Poli) i Mariola Fuentes (Raquel) van ser dos dels protagonistes de la sèrie El grupo el 2000.
- Francis Lorenzo (Julio) i Lola Baldrich (Gertru) van tornar a coincidir a la sèrie Compañeros entre 2001 i 2002.
- Luisa Martín (Juani) i Isabel Aboy (María) van treballar juntes en el teatre a l'obra Historia de una vida (2004).
- Lola Baldrich (Gertru) i Jorge Roelas (Marcial) han col·laborat en el programa Los irrepetibles que presenta Emilio Aragón en La Sexta.
- Lydia Bosch (Alicia) ha coincidit amb Antonio Molero (Poli) a l'última temporada de Los Serrano (2008)
- Francis Lorenzo (Julio) i Jorge Roelas (Marcial) van coincidir a la pel·lícula Gran Slalom (1995).
- Isabel Serrano (Inma), Antonio Vicente Valero Osma (Alfonso) i Ana Duato (Irene) van treballar junts a La vuelta del coyote (1998).
- Iván Santos (Alberto) i Isabel Serrano (Inma) van coincidir a la sèrie de TV Géminis, venganza de amor.
- Ana Duato (Irene) i Antonio Valero (Alfonso) van coincidir a la sèrie Cuéntame cómo pasó.
- Antonio Molero (Poli) va gravar una escena a Los Serrano juntament amb Paula Ballesteros (Ruth), que va fer una aparició com a dependenta d'una botiga de tatuatges en el capítol "El jamón maltés", en 2007.